# 専用ブラウザ
専用ブラウザ（せんようブラウザ）は、特定の（または特定の形態の）ウェブサイトを閲覧するためのウェブブラウザ。

## 専用ブラウザの例
2ちゃんねる専用ブラウザ2ちゃんねるブラウザを参照
mixi専用ブラウザmixiCat、MZ3.i
Wikipedia専用ブラウザPathway
YouTube専用ブラウザCraving Explorer、YouTunes、iGetYou
ニコニコ動画専用ブラウザCraving Explorer、nicoTool